# 59 Zapasowy Pułk Artylerii
59 zapasowy pułk artylerii (59 zpa) – oddział artylerii ludowego Wojska Polskiego.

## Organizacja i formowanie
Pułk został sformowany w Tomaszowie Mazowieckim na podstawie rozkazu Nr 58/org. NDWP z 13 marca 1945 roku według etatu Nr 08/618 o stanie stałym 662 ludzi i stanie zmiennym 3673 ludzi. Na bazie rozformowanego 4 zapasowego pułku kawalerii. Po zakończeniu wojny na jego bazie został zorganizowany 76 Warszawski Manewrowy Pułk Artylerii według etatu Nr 4/7.

### Obsada personalna
Dowództwo pułku:
dowódca pułku - ppłk Grzegorz Wołkow
zastępca dowódcy do spraw polityczno-wychowawczych - por. Mikołajczyk
szef sztabu - kpt. Swidkin